# Municipio de Judson (Minnesota)
El municipio de Judson (en inglés, Judson Township) es un municipio del condado de Blue Earth, Minnesota, Estados Unidos. Tiene una población estimada, a mediados de 2022, de 531 habitantes.

## Geografía
Está ubicado en las coordenadas 44°9′7″N 94°11′28″O / 44.15194, -94.19111. Según la Oficina del Censo de los Estados Unidos, tiene una superficie total de 96.7 km², de la cual 94.4 km² corresponden a tierra firme y 2.3 km² están cubiertos de agua.

## Demografía
Según el censo de 2020, en ese momento había 534 personas residiendo en la zona. La densidad de población era de 5.7 hab./km². El 95.3 % de los habitantes eran blancos, el 0.2 % era afroamericano, el 0.4 % eran amerindios, el 0.2 % era asiático, el 1.7 % eran de otras razas y el 2.2% eran de una mezcla de razas. Del total de la población, el 1.5 % eran hispanos o latinos de cualquier raza.